# Dicranomyia (Dicranomyia) interrupta
Dicranomyia (Dicranomyia) interrupta is een tweevleugelige uit de familie steltmuggen (Limoniidae). De soort komt voor in het Afrotropisch gebied.